# 格倫布魯克 (加利福尼亞州萊克縣)
格倫布魯克（英語：Glenbrook）是位於美國加利福尼亞州萊克縣的一個非建制地區。該地的面積和人口皆未知。

## 地理
格倫布魯克的座標為38°51′06″N 122°45′31″W / 38.85167°N 122.75861°W，而該地的平均海拔高度為699米（即2293英尺）。